# Gabriela Bitolo
Gabriela Clausson Bitolo (* 1. April 1999 in São Paulo, Brasilien) ist eine brasilianische Handballspielerin, die für die brasilianische Nationalmannschaft aufläuft.

## Karriere

### Im Verein
Bitolo spielte für den brasilianischen Verein EC Pinheiros, mit dem sie 2019 die brasilianische Meisterschaft gewann. Ab dem Jahresanfang 2021 lief die Rückraumspielerin für den spanischen Erstligisten Club Balonmano Elche auf. Mit Elche gewann sie im Jahr 2021 die Copa de la Reina. Beim 32:26-Finalerfolg über Aula Alimentos de Valladolid erzielte Bitolo sieben Treffer. Im selben Jahr errang sie mit Elche den Supercopa de España. Im Sommer 2022 wechselte die Linkshänderin zum Ligakonkurrenten KH-7 BM Gronollers. Seit der Saison 2023/24 steht sie beim Erstligisten Costa del Sol Málaga unter Vertrag. Im Sommer 2025 wird sie zum deutschen Bundesligisten TuS Metzingen wechseln.

### In Auswahlmannschaften
Bitolo gewann im Jahr 2016 sowohl bei der Jugend-Panamerikameisterschaft als auch bei der Juniorinnen-Panamerikameisterschaft die Goldmedaille, wobei sie beim letztgenannten Turnier in das All-Star-Team gewählt wurde. Weiterhin nahm Bitolo mit der Juniorinnennationalmannschaft an der U-20-Weltmeisterschaft 2018 teil, bei der sie 18 Treffer erzielte. Bei der Weltmeisterschaft 2019, ihrem ersten Turnier mit der brasilianischen A-Nationalmannschaft, erhielt sie in drei Partien insgesamt 25 Spielminuten Einsatzzeit, in denen ihr zwei Treffer gelangen. 2021 gewann sie mit Brasilien die Süd- und mittelamerikanische Meisterschaft. Weiterhin lief Bitolo im Jahr 2023 bei der Weltmeisterschaft auf, die Brasilien auf dem neunten Platz abschloss. Sie warf im Turnierverlauf ein Tor. Im Jahr 2024 nahm sie an den Olympischen Spielen teil.

## Sonstiges
Bitolo ist mit dem argentinischen Handballspieler Gastón Mouriño liiert.